# Інегьол (ільче)
Інегьол (тур. İnegöl) — ільче (округ) у складі ілу Бурса на заході Туреччини. Адміністративний центр — місто Інегьол.

## Склад
До складу ільче (округу) входить 2 буджаки (райони) та 96 населених пунктів (5 міст та 91 село):
| Поселення   | Площа, км² | Населення, осіб (2011) | Центр       | Населені пункти |
| ----------- | ---------- | ---------------------- | ----------- | --------------- |
| Інегьол     | -          | 219281                 | Інегьол     | 75              |
| Тахтакьопрю | -          | 6191                   | Тахтакьопрю | 21              |

### Найбільші населені пункти
| №  | Населений пункт | Населення, осіб (2011) |
| -- | --------------- | ---------------------- |
| 1  | Інегьол         | 172 406                |
| 2  | Єніджекьой      | 11 338                 |
| 3  | Куршунлу        | 3 831                  |
| 4  | Черрах          | 3 630                  |
| 5  | Тахтакьопрю     | 1 575                  |
| 6  | Челтікчі        | 1 306                  |
| 7  | Чітлі           | 1 206                  |
| 8  | Ісайорен        | 1 152                  |
| 9  | Хамзабей        | 1 057                  |
| 10 | Кючюкєнідже     | 1 010                  |